# 河野千秋
河野 千秋（こうの ちあき、1984年9月3日 - ）は、キャスト・プラスに所属するフリーアナウンサーである。

## 人物
岡山大学文学部卒業後、山陽新聞社の社会部記者を経て、2012年にNHK札幌放送局の契約キャスターとして採用され、2017年度まで地域情報番組を担当した。当時は「戸口千秋」として活動。その後離婚し姓を戻す。
その後再婚して活動の拠点を東京に移し、2018年度は『NHK BSニュース』のキャスターを担当した。2019年4月17日より2021年５月まで『TBS NEWS』のキャスターを担当した。

## 担当番組
- TBS NEWS（2019年4月17日 - 2021年5月）
- ネットワークニュース北海道（NHK総合テレビ、2012年度後期 - 2013年度）
- ほっとニュース北海道（NHK総合テレビ、2014年度 - 2017年度）
- 情報まるごと（NHK総合テレビ）
- NHK BSニュース（BS1、2018年4月2日 - 2019年3月25日）